# Leptopyrgota mehelyi
Leptopyrgota mehelyi är en tvåvingeart som beskrevs av Aczel 1956. Leptopyrgota mehelyi ingår i släktet Leptopyrgota och familjen Pyrgotidae. Inga underarter finns listade i Catalogue of Life.